# ZSUF

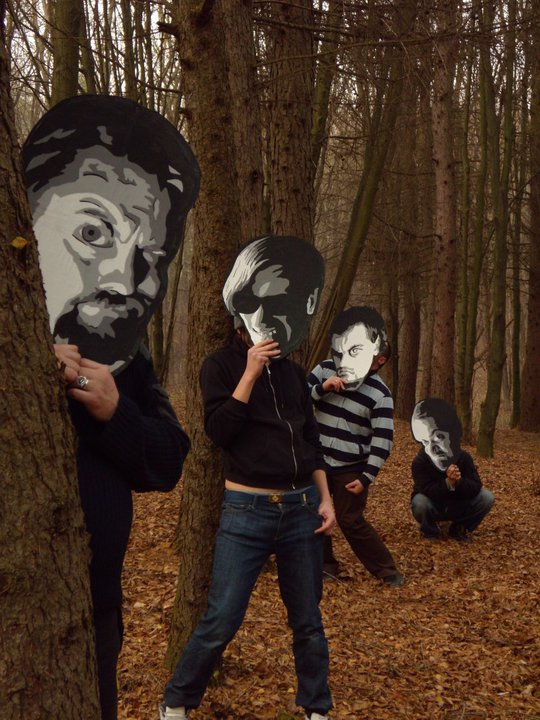
Гурт ZSUF, фото Хто у лісі головний до пісні Партизани, 2017

ZSUF — український музичний гурт створений в Тернополі в 2001 році. Один з найвідоміших українських гуртів експериментальної сцени України. Стилістику гурту можна окреслити як експериментальний індустріальний нойз.

## Склад
На сьогодні у складі гурту грають:
Сергій «Вася Пункер» Василишин (вокал, лірика, семпли, концепт-арт)
Володимир «Соніч» Сонічєв (бас, синтезатори)
Богдан Супрунюк (синтезатори, спецефекти, диджеріду, цимбали, дримба)

## Історія
Гурт існує з весни 2001 року. Ще у 1998 в Тернополі виникла химерна арт-формація «Відірвані від опалення», яка об’єднала тих, кому набридли ґрандж, альтернатива, невиразна рок-музика взагалі. Колектив (близько 10 осіб) орієнтувався на імпровізаційну психоделічну музику, яка була обрамленням театральних сюрреалістичних перфомансів. Під час концертів дійство перетворювалося на божевільний неконтрольований гепенінґ (грали хто на чому міг, і що міг винести на сцену – від дитячих металофонів до листового заліза і арматурної перкусії).  Давши кілька виступів, «Відірвані від опалення» розпалися. На їх уламках двоє молодих людей Олександр Ротман та Сергій Василишин утворили нову формацію під назвою ZSUF Під час тривалих домашніх репетицій і сесій створили близько 50 касетних альбомів за неповний рік часу. Музичні експерименти та інтереси ZSUF простягалися від індастріелу і нойзу до психоделії й різноманітної експериментальної електроніки, з активним залученням відео-арту, різноманітних перфоменсів, гепенінгів та інсталяцій, адже виступи цього колективу містять елементи вуличних індустріальних арт-перформансів, а також оригінальне оформлення вечірок тощо. Живі виступи гурту можуть мати за «девіз» щось на кшталт: «Звідси ніхто не вийде живим».
Учасники різноманітних фестивалів, як то: Квітну, JPEG, Вйо Кобиляки, Фортмісія, Гамселить, L², Файне місто, Шешори, Артполе, Тижнів актуального мистецтва та Форуму Видавців у Львові.
Співпрацюють на регулярній основі з тернопільським поетом і видавцем Юрієм Завадським та мали численні колаборації з іншим тернопільським гуртом Субпродукт, а також поетами і музикантами як Олег "Мох" Гнатів, Мар'яна Судова, Андрій Антоновський, Юрій Іздрик, Сяргей Прилуцкі, Зорян Безкоровайний з гурту Nameless, Григорій Семенчук та інші.

## Дискографія
- «Akzutom Aknot» (2002),
- «Гамселить» (2002),
- «На Ялті» (2002),
- «Barsic Deat» (2003),
- «Video» (2003),
- «Тіні забутих предків» (2003),
- «ZSUF на тихий Рейвах» (2003, наживо),
- «The best of your primitive flavor» (2004, збірка),
- «Глухі прозріють» (2005),
- «Pornono» (2007),
- «Volt» (2008),
- «Дадамікс» (2009),
- «юрійзавадський зсув» (2010, співпраця з поетом Юрієм Завадським),
- «Nigredo» (2012, співпраця з поетом Романом Нагуляком),
- «Яіга» (2017)
- «ZSUFaudiobook» (2017, співпраця з поетами)